# INSAS
O INSAS, ou Indian Small Arms System (Sistema Indiano de Armas Leves), é uma família de armas de infantaria que consiste em um fuzil de assalto e uma metralhadora leve. Essas armas foram desenvolvidas na Índia pelo Armament Research and Development Establishment e fabricadas pelo Ordnance Factories Board em suas diversas fábricas. O fuzil de assalto INSAS tem sido a arma de infantaria padrão das forças armadas da Índia há quase três décadas.

## História

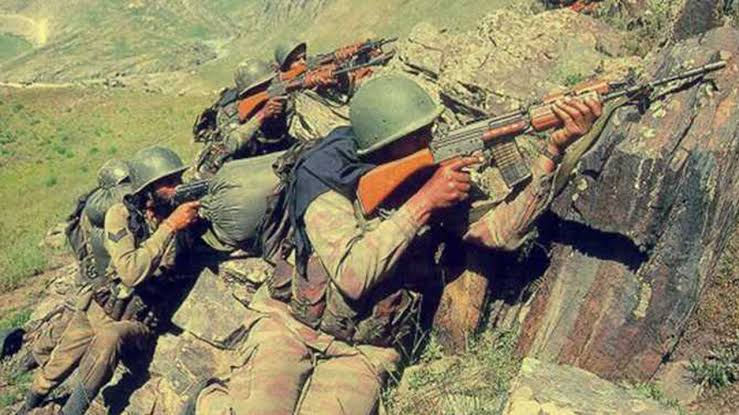
Soldados indianos em combate com fuzil INSAS durante a Guerra de Cargil.

O desenvolvimento do fuzil de assalto INSAS começou em meados da década de 1980, quando o Exército Indiano divulgou um requisito qualitativo do estado-maior para um novo fuzil de assalto para substituir cópias licenciadas produzidas localmente dos fuzis autocarregáveis L1A1, que o Exército usava desde 1961. O novo fuzil de assalto deveria possuir câmara para o cartucho 5,56×45mm NATO, ao contrário do fuzil L1A1 SLR que possui câmara para o 7,62×51mm NATO.
Depois de estudar uma série de projetos, o Armament Research and Development Establishment (ARDE) em Pune assumiu a tarefa de projetar e desenvolver o primeiro fuzil de assalto da Índia. O desenvolvimento e os testes de utilização do novo fuzil INSAS foram concluídos em 1989 e entraram em serviço em 1990.
Originalmente, foram planejadas três variantes no sistema INSAS, um fuzil, uma carabina e uma metralhadora leve. Em 1997, o fuzil e a metralhadora leve entraram em produção em massa. Em 1998, os primeiros fuzis INSAS foram exibidos no desfile do Dia da República. A introdução do fuzil foi adiada devido à falta de munição 5,56×45mm adequada; grandes quantidades da mesma foram compradas da Israel Military Industries.
O primeiro uso do fuzil em combate foi durante a Guerra de Cargil em 1999.

## Projeto
O INSAS é baseado principalmente no AKM, mas incorpora recursos de outros fuzis. Possui alma cromada. O cano possui estriamento de seis ranhuras. O pistão básico de longo curso operado a gás e o ferrolho rotativo são semelhantes ao AKM/AK-47.

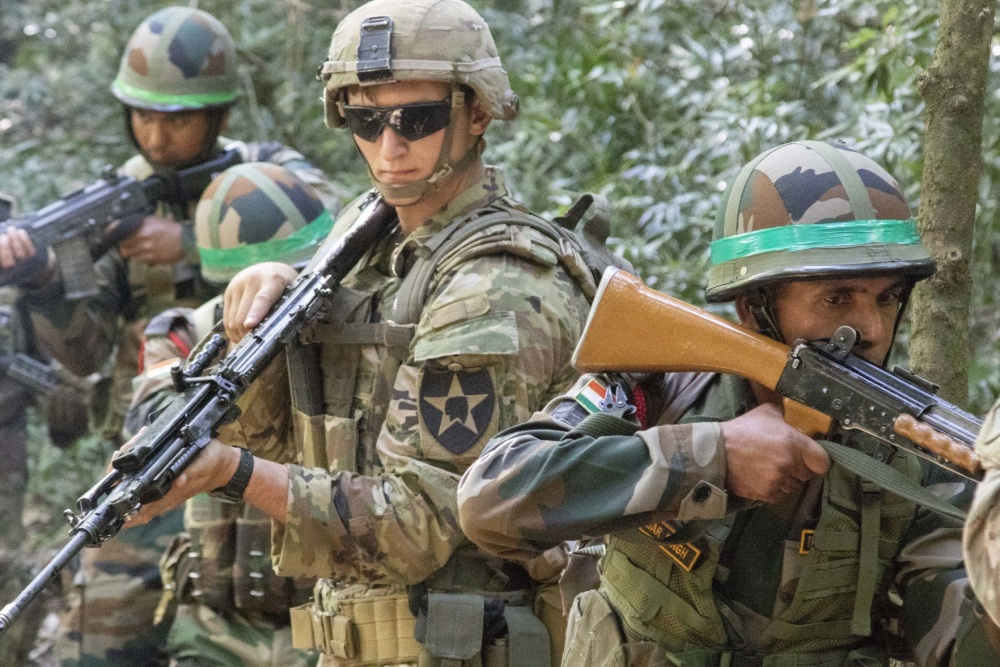
Dois soldados indianos com INSAS. Os dois tipos de fuzil de assalto INSAS incluem o 1B1 (atrás) e o original (frente).

Possui regulador de gás manual, semelhante ao do FN FAL, e corte de gás para lançamento de granadas. A alça de manejo está à esquerda, em vez de no suporte do ferrolho, semelhante em operação ao HK33. O seletor de fogo é colocado no lado esquerdo do receptáculo, acima do punho de pistola, e pode ser definido como semiautomático, rajada de três tiros e automático. Para configurá-lo na trava de segurança, o seletor deve ser girado totalmente para cima, o que bloqueará o disparo e impedirá que o fuzil dispare. Possui três modos de tiro – semiautomático, rajada de três tiros e automático. A cadência cíclica é em média de 650 tiros por minuto. Possui carregador transparente muito parecido com o do Steyr AUG e é feito de polímero. A alça de mira fica em uma extremidade da tampa da culatra e é calibrada para 400 metros.
As peças são feitas de madeira ou polímero. Os conjuntos de coronha e guarda-mão de polímero diferem do AKM e são mais semelhantes aos do IMI Galil. Algumas variantes possuem uma coronha dobrável. Uma baioneta também pode ser anexada a ele.
As armas usam carregadores de polímero de 20 ou 30 cartuchos. O carregador de 30 tiros é feito para a versão de metralhadora leve, mas também pode ser usado no fuzil. O quebra-chamas também aceita granadas de bocal com especificações da OTAN.
Em 2023, foi noticiado que a Star Aerospace ofereceu peças para modernização de fuzis INSAS, que são aprovadas pelo Ministério do Interior. Entre as atualizações incluídas pela SA estão trilhos picatinny para miras e acessórios, coronha dobrável e guarda-mão de borracha e punhos de pistola.

### Desempenho
O fuzil de assalto INSAS foi testado em batalha na Guerra de Cargil de 1999. A guerra de três meses foi travada nas altas altitudes dos Himalaias, onde a temperatura chegava a -20 graus Celsius. Durante o conflito, o fuzil encontrou alguns problemas, como paralisações ocasionais, muitas vezes graves, rachaduras no carregador de polímero devido ao tempo frio e alguns outros problemas de confiabilidade, como disparar em modo automático quando configurado para rajada de 3 tiros. Queixas semelhantes também foram recebidas do Exército do Nepal. Na guerra de Cargil nem o INSAS se mostrou confiável nem o Exército ficou satisfeito com o novo fuzil. Além disso, o Exército, que estava acostumado com os cartuchos 7,62×51mm NATO por quase três décadas, estava insatisfeito com o poder de parada dos novos cartuchos 5,56×45mm NATO. Em 2001, uma variante melhorada do fuzil foi introduzida com base no feedback do Exército Indiano. A nova variante do fuzil foi chamada INSAS–1B1.
O fuzil INSAS teve uso limitado nas operações de contra-insurgência do Exército Indiano em Jammu e Caxemira, mas foi amplamente utilizado pelas Forças Armadas Centrais da Polícia no combate à insurgência maoísta.
Atualmente, os fuzis de assalto INSAS estão sendo substituídos no exército pelos fuzis de assalto AK-203 e pelos fuzis de atirador designado SIG 716i. A variante de metralhadora leve  está sendo substituída pela IWI Negev. No entanto, esses fuzis permanecerão em serviço com a polícia e outras forças paramilitares e estão sendo usados como substitutos dos fuzis Ishapore 2A1 de ação por ferrolho, de décadas de existência.

## Variantes

### Fuzil de assalto
A variante de fuzil de assalto pode ser disparada em modo de disparo único ou de rajada de três disparos. Uma mira telescópica ou uma mira noturna passiva podem ser montadas nele. Pode usar munições 5,56×45mm NATO SS109 e M193. Ele vem com uma baioneta. Possui um ponto de montagem para o lança-granadas ARDE 40 mm sob o cano, junto com um bloco de gás para lançamento de granadas e mira de ferro para granadas. O quebra-chamas possui um adaptador para disparo de cartuchos de festim. Ele também tem uma versão com coronha dobrável.
Um fuzil de assalto INSAS com peças pretas, incorporando modo automático, foi introduzido posteriormente. O fuzil de assalto automático tem o mesmo alcance de 400 m que o fuzil INSAS padrão semiautomático.
Ele está sendo substituído no serviço indiano pelo AK-203.

### Metralhadora leve
A metralhadora leve difere do fuzil padrão por possuir um alcance maior de 700 m, em comparação com o alcance de 400 m de seus fuzis de assalto. Possui um cano mais longo e pesado com estriamento e bipé revisados. A versão metralhadora leve usa carregadores de 30 cartuchos e também pode aceitar o carregador de 20 cartuchos do fuzil de assalto. Este modelo dispara em semiautomático e automático. Ela também tem uma versão com coronha dobrável.
A metralhadora leve será substituída pela IWI Negev NG-7.

### Excalibur
O Excalibur é um fuzil de assalto derivado do fuzil INSAS, o fuzil padrão das Forças Armadas Indianas e, em menor grau, do Serviço de Polícia Indiano. O Excalibur tem muitas melhorias em relação ao fuzil INSAS e foi programado para substituí-lo como fuzil de assalto padrão do Exército Indiano; no entanto, o exército indiano colocou a substituição a concurso em setembro de 2016. Muitas forças policiais adquiriram variantes do Excalibur em números limitados.
O Excalibur é fabricado pelo Ordnance Factories Board na Ordnance Factory Tiruchirappalli, Small Arms Factory, Kanpur e Ichapore Arsenal.

### Amogh
A Amogh é uma arma de defesa pessoal (PDW) de fogo seletivo projetada e fabricada pela Ordnance Factories Board. É um derivado do fuzil Excalibur, que por sua vez é um desenvolvimento do fuzil INSAS.
A Amogh foi projetada para operações de curta distância.

### Kalantak
O micro-fuzil de assalto Kalantak, com alcance de 300 m, é para combate a curtas distâncias e funções de arma de defesa pessoal.

### Protótipo Bullpup
O tenente-coronel Prasad Bansod, da Escola do Exército Mhow, fez a engenharia reversa de um fuzil INSAS para produzir uma variante de carabina bullpup. Ele teria feito isso em seu tempo livre. O fuzil foi feito apenas como exemplo de protótipo.

## Operadores

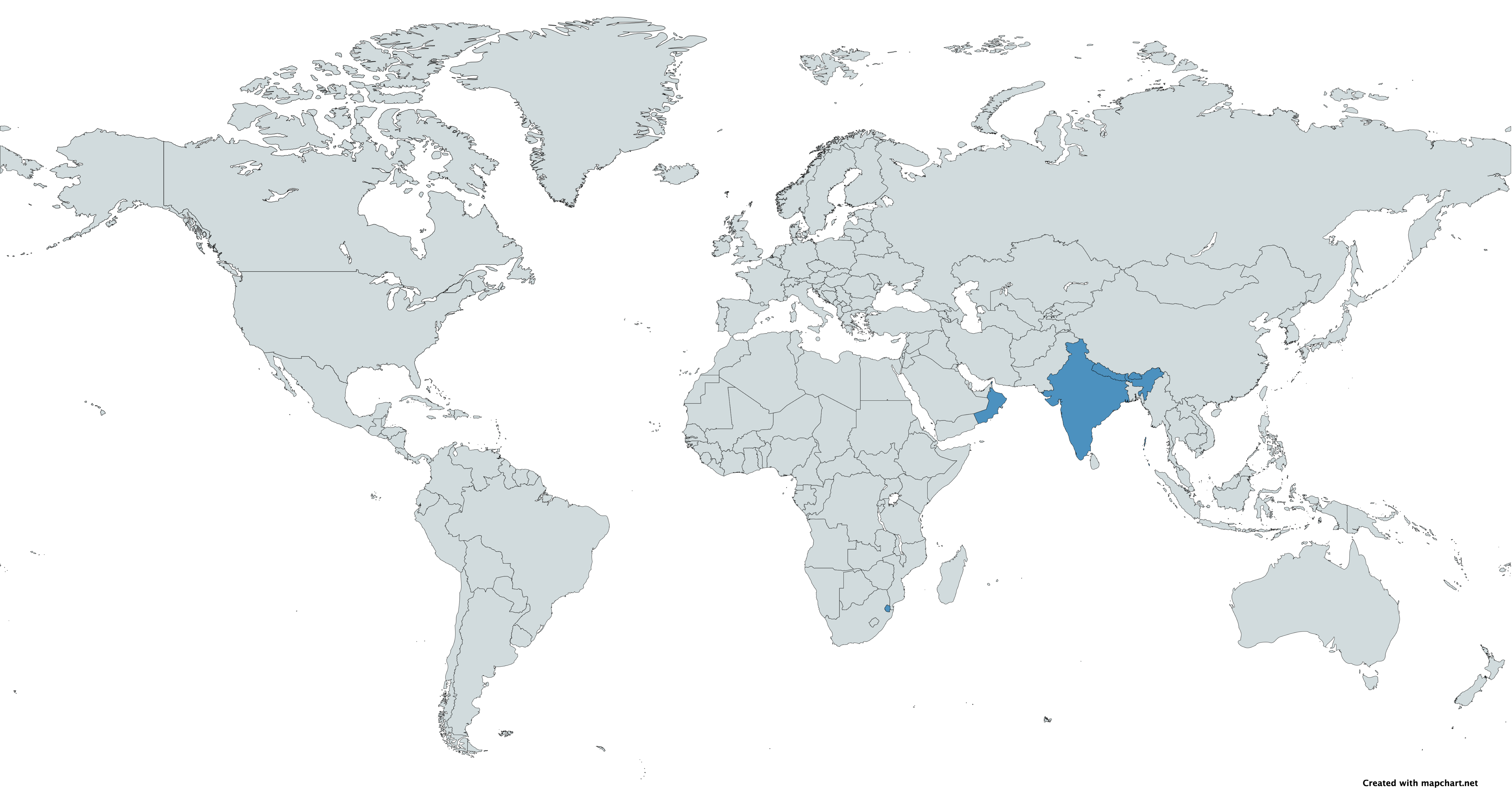
Mapa com operadores do INSAS em azul

- Butão: Usado pelo Exército Real do Butão.[38]
- Essuatíni[39]
- Índia: Variantes de fuzil de assalto e metralhadora leve foram adotadas.[1][3][40][41]
  - Forças Armadas da Índia, a serem substituídos por 670.000 fuzis AK-203 e 72.400 fuzis SIG-716i Patrol de acordo com o último contrato.[42][43] As metralhadoras leves INSAS usando 5,56×45mm serão substituídas pela IWI Negev NG5, e as que usam 7,62×51mm serão substituídas pela IWI Negev NG7 conforme o último contrato para 16.479 NG7.[32]
  - Forças Paramilitares Indianas
  - Forças Policiais Armadas Centrais
  - Serviços de Polícia Estadual
- Nepal: O Exército do Nepal recebeu cerca de 26.000 fuzis desde 2001,[44] fornecidos com um subsídio de 70% pela Índia.[2] Em 20 de julho de 2020, o Exército do Nepal transferiu 600 fuzis INSAS para a Força Policial Armada do Nepal.[45]
- Omã: Em 2010, o Exército Real de Omã começou a usar os fuzis  INSAS que lhes foram enviados de acordo com um acordo de defesa assinado em 2003 entre a Índia e Omã.[46]

### Operadores não estatais
- Força de Defesa do Povo de Mianmar: variante 1B1.[5]